# Bistum Gwalior
Das Bistum Gwalior (lat.: Dioecesis Gwaliorensis) ist eine römisch-katholische Diözese im indischen Bundesstaat Madhya Pradesh. Es ist eine Suffragandiözese des Erzbistums Bhopal. Sein Gebiet besteht aus den sechs Distrikten Gwalior, Bhind, Morena, Shivpuri, Datia und Sheopur im nördlichen Teil des Bundesstaates.

## Geschichte
Das Bistum wurde am 9. Februar 1999 durch Papst Johannes Paul II. aus Gebietsabtretungen des Bistums Jhansi errichtet. Erster Bischof wurde Joseph Kaithathara.

## Bischöfe von Gwalior
- Joseph Kaithathara (1999–2016)
- Thomas Thennatt SAC (2016–2018)
- Joseph Thykkattil (seit 2019)